# Olympische Sommerspiele 1932/Rudern – Zweier mit Steuermann
Die Ruderregatta im Zweier mit Steuermann bei den Olympischen Sommerspielen 1932 wurde am 13. August im Long Beach Marine Stadium ausgetragen.

## Ergebnisse
| Rang | Nation             | Athleten                                                     | Zeit       |
| ---- | ------------------ | ------------------------------------------------------------ | ---------- |
| 1    | Vereinigte Staaten | Joseph Schauers Charles Kieffer Edward Jennings (Steuermann) | 8:25,8 min |
| 2    | Polen              | Jerzy Braun Janusz Ślązak Jerzy Skolimowski (Steuermann)     | 8:31,2 min |
| 3    | Frankreich         | Anselme Brusa André Giriat Pierre Brunet (Steuermann)        | 8:41,2 min |
| 4    | Brasilien          | Francisco de Bricio José Ramalho Estevam Strata (Steuermann) | 8:53,2 min |